# Copa Intertoto 1974
La Copa Intertoto 1974 es la 14.ª edición de este torneo de fútbol a nivel de clubes de Europa. Participaron 40 equipos de la UEFA al igual que en el año anterior, pero con la diferencia de que en esta edición apareció por primera vez un equipo de Turquía.
No se declaró un campeón definido, pero se considera al FC Zürich de Suiza como el campeón por ser el equipo que ganó su grupo con la mayor cantidad de puntos.

## Fase de grupos
Al igual que en la edición anterior, los 40 equipos fueron divididos en 10 grupos de 4 equipos, donde el ganador de cada grupo ganó la copa y el premio monetario del torneo.

### Grupo 1
| Club             | G | E | P | GF | GC | Pts. |
| ---------------- | - | - | - | -- | -- | ---- |
| Zürich           | 5 | 1 | 0 | 14 | 5  | 11   |
| Hertha de Berlín | 3 | 1 | 2 | 10 | 7  | 7    |
| Öster            | 2 | 0 | 4 | 7  | 8  | 4    |
| Austria Salzburg | 1 | 0 | 5 | 3  | 14 | 2    |

|     | ZUR | HER | ÖST | AUS |
| --- | --- | --- | --- | --- |
| ZUR |     | 3-2 | 1-0 | 5-2 |
| HER | 1-1 |     | 1-0 | 2-0 |
| ÖST | 0-2 | 2-4 |     | 3-0 |
| AUS | 0-2 | 1-0 | 0-2 |     |

### Grupo 2
| Club              | G | E | P | GF | GC | Pts. |
| ----------------- | - | - | - | -- | -- | ---- |
| Hamburg           | 5 | 0 | 1 | 14 | 6  | 10   |
| Vitória Guimarães | 4 | 0 | 2 | 15 | 8  | 8    |
| Djurgården        | 2 | 1 | 3 | 9  | 14 | 5    |
| Neuchâtel Xamax   | 0 | 1 | 5 | 7  | 17 | 1    |

|     | HAM | GUI | DJU | NEU |
| --- | --- | --- | --- | --- |
| HAM |     | 2-0 | 2-0 | 5-2 |
| GUI | 3-1 |     | 5-0 | 5-2 |
| DJU | 1-3 | 3-1 |     | 4-2 |
| NEU | 0-1 | 0-1 | 1-1 |     |

### Grupo 3
| Club           | G | E | P | GF | GC | Pts. |
| -------------- | - | - | - | -- | -- | ---- |
| Malmö FF       | 4 | 1 | 1 | 12 | 7  | 9    |
| Slavia Praga   | 3 | 0 | 3 | 12 | 8  | 6    |
| Austria Vienna | 2 | 1 | 3 | 6  | 12 | 5    |
| Saint-Étienne  | 2 | 0 | 4 | 6  | 9  | 4    |

|     | MAL | SLA | AUS | ASE |
| --- | --- | --- | --- | --- |
| MAL |     | 3-2 | 4-1 | 3-0 |
| SLA | 3-0 |     | 0-1 | 3-0 |
| AUS | 1-1 | 2-3 |     | 1-0 |
| ASE | 0-1 | 2-1 | 4-0 |     |

### Grupo 4
| Club               | G | E | P | GF | GC | Pts. |
| ------------------ | - | - | - | -- | -- | ---- |
| Standard Liège     | 4 | 0 | 2 | 13 | 7  | 8    |
| Bohemians Prague   | 2 | 3 | 1 | 10 | 8  | 7    |
| Fortuna Düsseldorf | 2 | 1 | 3 | 10 | 14 | 5    |
| KB                 | 1 | 2 | 3 | 9  | 13 | 4    |

|     | STA | BOH | FOR | KBK |
| --- | --- | --- | --- | --- |
| STA |     | 3-0 | 4-1 | 3-1 |
| BOH | 3-1 |     | 4-1 | 1-1 |
| FOR | 0-1 | 1-1 |     | 4-3 |
| KBK | 2-1 | 1-1 | 1-3 |     |

### Grupo 5
| Club              | G | E | P | GF | GC | Pts. |
| ----------------- | - | - | - | -- | -- | ---- |
| Slovan Bratislava | 5 | 0 | 1 | 9  | 1  | 10   |
| Kaiserslautern    | 2 | 2 | 2 | 8  | 9  | 6    |
| Grasshopper       | 2 | 1 | 3 | 9  | 12 | 5    |
| Åtvidaberg        | 1 | 1 | 4 | 5  | 9  | 3    |

|     | SLO | KAI | GRA | ÅTV |
| --- | --- | --- | --- | --- |
| SLO |     | 1-0 | 4-0 | 1-0 |
| KAI | 1-0 |     | 3-3 | 1-0 |
| GRA | 0-1 | 3-1 |     | 3-2 |
| ÅTV | 0-2 | 2-2 | 1-0 |     |

### Grupo 6
| Club           | G | E | P | GF | GC | Pts. |
| -------------- | - | - | - | -- | -- | ---- |
| Spartak Trnava | 3 | 2 | 1 | 7  | 5  | 8    |
| VÖEST Linz     | 3 | 1 | 2 | 13 | 7  | 7    |
| Wisła Kraków   | 2 | 3 | 1 | 7  | 5  | 7    |
| AIK            | 1 | 0 | 5 | 5  | 15 | 2    |

|     | SPA | LIN | WIS | AIK |
| --- | --- | --- | --- | --- |
| SPA |     | 2-1 | 0-0 | 2-1 |
| LIN | 1-0 |     | 2-0 | 6-1 |
| WIS | 2-2 | 1-1 |     | 1-0 |
| AIK | 0-1 | 3-2 | 0-3 |     |

### Grupo 7
| Club          | G | E | P | GF | GC | Pts. |
| ------------- | - | - | - | -- | -- | ---- |
| Duisburg      | 4 | 1 | 1 | 24 | 10 | 9    |
| Górnik Zabrze | 2 | 2 | 2 | 14 | 17 | 6    |
| Winterthur    | 2 | 1 | 3 | 11 | 15 | 5    |
| Hvidovre      | 1 | 2 | 3 | 8  | 15 | 4    |

|     | DUI | GOR | WIN | HVI |
| --- | --- | --- | --- | --- |
| DUI |     | 6-1 | 4-0 | 6-2 |
| GOR | 3-3 |     | 1-3 | 3-0 |
| WIN | 2-4 | 3-4 |     | 1-0 |
| HVI | 2-1 | 2-2 | 2-2 |     |

### Grupo 8
| Club          | G | E | P | GF | GC | Pts. |
| ------------- | - | - | - | -- | -- | ---- |
| Baník Ostrava | 3 | 3 | 0 | 8  | 3  | 9    |
| Legia Warsaw  | 3 | 2 | 1 | 11 | 4  | 8    |
| Vejle         | 1 | 2 | 3 | 4  | 9  | 4    |
| Norrköping    | 1 | 1 | 4 | 4  | 11 | 3    |

|     | BAN | LEG | VEJ | NOR |
| --- | --- | --- | --- | --- |
| BAN |     | 1-1 | 2-0 | 1-0 |
| LEG | 1-1 |     | 2-0 | 2-0 |
| VEJ | 0-0 | 0-4 |     | 1-1 |
| NOR | 1-3 | 2-1 | 0-3 |     |

### Grupo 9
| Club          | G | E | P | GF | GC | Pts. |
| ------------- | - | - | - | -- | -- | ---- |
| Košice        | 4 | 2 | 0 | 21 | 6  | 10   |
| ŁKS Łódź      | 2 | 2 | 2 | 8  | 13 | 6    |
| Randers Freja | 2 | 1 | 3 | 12 | 11 | 5    |
| Sturm Graz    | 1 | 1 | 4 | 6  | 17 | 3    |

|     | KOS | ŁKS | RAN | STU |
| --- | --- | --- | --- | --- |
| KOS |     | 1-1 | 6-1 | 6-0 |
| ŁKS | 1-3 |     | 1-1 | 1-0 |
| RAN | 1-3 | 5-0 |     | 0-1 |
| STU | 2-2 | 3-4 | 0-4 |     |

### Grupo 10
| Club       | G | E | P | GF | GC | Pts. |
| ---------- | - | - | - | -- | -- | ---- |
| CUF        | 3 | 2 | 1 | 8  | 5  | 8    |
| Landskrona | 2 | 3 | 1 | 9  | 5  | 7    |
| Altay      | 1 | 3 | 2 | 6  | 9  | 5    |
| Hammarby   | 1 | 2 | 3 | 7  | 11 | 4    |

|     | CUF | LAN | ALT | HAM |
| --- | --- | --- | --- | --- |
| CUF |     | 1-0 | 2-0 | 1-0 |
| LAN | 1-1 |     | 1-1 | 4-0 |
| ALT | 2-1 | 1-1 |     | 2-2 |
| HAM | 2-2 | 1-2 | 2-0 |     |